# Yessotoxine
La yessotoxine (YTX) est un polyéther sulfaté hydrophobe donnant son nom à une famille de composés produits par diverses microalgues telles que les dinoflagellés Lingulodinium polyedrum, Gonyaulax spinifera et Protoceratium reticulatum. Ces molécules sont des phycotoxines apparentées aux brévétoxines et aux ciguatoxines. Lorsque les conditions environnementales favorisent le développement de ces algues, les yessotoxines peuvent s'accumuler dans l'eau potable ainsi que dans les tissus comestibles des bivalves tels que les moules, les pétoncles et les palourdes, permettant l'entrée des yessotoxines dans la chaîne alimentaire.
La question de la toxicité effective des yessotoxines chez l'homme demeure ouverte. Ces composés sont en effet clairement toxiques par injection intrapéritonéale chez l'animal, avec, au-delà d'environ 100 μg·kg-1, des effets semblables à ceux observés pour les toxines paralytiques de coquillages, comprenant l'hépatotoxicité, la cardiotoxicité et la neurotoxicité. Des effets plus limités ont été observés après administration par voie orale chez l'animal. Le mécanisme de la toxicité des yessotoxines demeure inconnu et fait actuellement l'objet de recherches par plusieurs équipes. Des travaux assez récents suggèrent cependant un mode d'action par modification de l'homéostase du calcium (calcémie).